# Amyciaea
Amyciaea Simon, 1885 è un genere di ragni appartenente alla famiglia Thomisidae.

## Distribuzione
Delle cinque specie note di questo genere, quattro sono diffuse in Asia orientale, Asia meridionale, Sumatra, Nuova Guinea e Australia; la sola A. hesperia è stata rinvenuta in Sierra Leone e Costa d'Avorio, in pieno continente africano

## Tassonomia
Non sono stati esaminati esemplari di questo genere dal 2003.
A giugno 2014, si compone di 5 specie:
- Amyciaea albomaculata (O. P.-Cambridge, 1874) — Australia, Nuova Guinea
- Amyciaea forticeps (O. P.-Cambridge, 1873)[2] — India, dalla Cina alla Malaysia
- Amyciaea hesperia Simon, 1895 — Sierra Leone, Costa d'Avorio
- Amyciaea lineatipes O. P.-Cambridge, 1901 — Singapore, Sumatra
- Amyciaea orientalis Simon, 1909 — Vietnam